# Йорген Кова
Йорген Хосе Кова Пулідо (ісп. Yorgen José Cova Pulido; нар. 19 лютого 1988) — венесуельський борець греко-римського стилю, срібний та дворазовий бронзовий призер Панамериканських чемпіонатів, бронзовий призер Панамериканських ігор, чемпіон та срібний призер Південноамериканських ігор, дворазовий срібний призер Центральноамериканських і Карибських ігор, дворазовий срібний призер Боліваріанських ігор.

## Життєпис
Боротьбою почав займатися з 2001 року. У 2007 та 2008 роках ставав Панамериканським чемпіоном серед юніорів.
Виступав за борцівський клуб штату Сукре. Тренер — Орландо Хіменес (з 2001).

## Спортивні результати на міжнародних змаганнях

### Виступи на Чемпіонатах світу
| Змагання                        | Збірна    | Вагова категорія                 | Місце |
| ------------------------------- | --------- | -------------------------------- | ----- |
| Чемпіонат світу з боротьби 2009 | Венесуела | греко-римська боротьба, до 84 кг | 26    |
| Чемпіонат світу з боротьби 2011 | Венесуела | греко-римська боротьба, до 84 кг | 32    |
| Чемпіонат світу з боротьби 2014 | Венесуела | греко-римська боротьба, до 75 кг | 20    |

### Виступи на Панамериканських чемпіонатах
| Змагання                                   | Збірна    | Вагова категорія                 | Місце  |
| ------------------------------------------ | --------- | -------------------------------- | ------ |
| Панамериканський чемпіонат з боротьби 2011 | Венесуела | греко-римська боротьба, до 84 кг | Бронза |
| Панамериканський чемпіонат з боротьби 2012 | Венесуела | греко-римська боротьба, до 84 кг | 5      |
| Панамериканський чемпіонат з боротьби 2016 | Венесуела | греко-римська боротьба, до 85 кг | Бронза |
| Панамериканський чемпіонат з боротьби 2017 | Венесуела | греко-римська боротьба, до 85 кг | 5      |
| Панамериканський чемпіонат з боротьби 2018 | Венесуела | греко-римська боротьба, до 87 кг | Срібло |

### Виступи на Панамериканських іграх
| Змагання                  | Збірна    | Вагова категорія                 | Місце  |
| ------------------------- | --------- | -------------------------------- | ------ |
| Панамериканські ігри 2011 | Венесуела | греко-римська боротьба, до 84 кг | Бронза |

### Виступи на Південноамериканських іграх
| Змагання                       | Збірна    | Вагова категорія                 | Місце  |
| ------------------------------ | --------- | -------------------------------- | ------ |
| Південноамериканські ігри 2014 | Венесуела | греко-римська боротьба, до 75 кг | Золото |
| Південноамериканські ігри 2018 | Венесуела | греко-римська боротьба, до 87 кг | Срібло |

### Виступи на Центральноамериканських і Карибських іграх
| Змагання                                                | Збірна    | Вагова категорія                 | Місце  |
| ------------------------------------------------------- | --------- | -------------------------------- | ------ |
| Центральноамериканські і Карибські ігри 2014 (Веракрус) | Венесуела | греко-римська боротьба, до 75 кг | Срібло |
| Центральноамериканські і Карибські ігри 2018            | Венесуела | греко-римська боротьба, до 87 кг | Срібло |

### Виступи на Центральноамериканських і Карибських чемпіонатах
| Змагання                                                       | Збірна    | Вагова категорія                 | Місце |
| -------------------------------------------------------------- | --------- | -------------------------------- | ----- |
| Центральноамериканський і Карибський чемпіонат з боротьби 2018 | Венесуела | греко-римська боротьба, до 87 кг | 7     |

### Виступи на Боліваріанських іграх
| Змагання                 | Збірна    | Вагова категорія                 | Місце  |
| ------------------------ | --------- | -------------------------------- | ------ |
| Боліваріанські ігри 2009 | Венесуела | греко-римська боротьба, до 84 кг | Срібло |
| Боліваріанські ігри 2017 | Венесуела | греко-римська боротьба, до 85 кг | Срібло |

### Виступи на інших змаганнях
| Змагання                                                               | Збірна    | Вагова категорія                 | Місце  |
| ---------------------------------------------------------------------- | --------- | -------------------------------- | ------ |
| Гран-прі Іспанії з боротьби 2011                                       | Венесуела | греко-римська боротьба, до 84 кг | 15     |
| Олімпійський кваліфікаційний турнір з боротьби 2012 (Кіссіммі-Орландо) | Венесуела | греко-римська боротьба, до 84 кг | 5      |
| Меморіал Іона Корнеану 2012                                            | Венесуела | греко-римська боротьба, до 84 кг | Срібло |
| Гран-прі Іспанії з боротьби 2012                                       | Венесуела | греко-римська боротьба, до 84 кг | Срібло |
| Турнір Дана Колова — Николи Петрова 2016                               | Венесуела | греко-римська боротьба, до 85 кг | 11     |
| Олімпійський кваліфікаційний турнір з боротьби 2016 (Фріско)           | Венесуела | греко-римська боротьба, до 85 кг | Бронза |
| Олімпійський кваліфікаційний турнір з боротьби 2016 (Улан-Батор)       | Венесуела | греко-римська боротьба, до 85 кг | 20     |
| Олімпійський кваліфікаційний турнір з боротьби 2016 (Стамбул)          | Венесуела | греко-римська боротьба, до 85 кг | 14     |

### Виступи на змаганнях молодших вікових груп
| Змагання                                                 | Збірна    | Вагова категорія                 | Місце  |
| -------------------------------------------------------- | --------- | -------------------------------- | ------ |
| Панамериканський чемпіонат з боротьби серед юніорів 2007 | Венесуела | греко-римська боротьба, до 84 кг | Золото |
| Панамериканський чемпіонат з боротьби серед юніорів 2008 | Венесуела | греко-римська боротьба, до 84 кг | Золото |
| Чемпіонат світу з боротьби серед юніорів 2008            | Венесуела | греко-римська боротьба, до 84 кг | 16     |